# نيشان المنقذ
وسام المنقذ (باليونانية: Τάγμα του Σωτήρος)‏، المعروف أيضًا باسم وسام المخلص، هو وسام الاستحقاق اليوناني. وسام المنقذ هو أقدم وأعلى وسام تمنحه الدولة اليونانية الحديثة.

## مؤسسة
إنشأ وسام المنقذ من قبل الجمعية الوطنية الرابعة في أرغوس عام 1829، خلال السنة الأخيرة من حرب الاستقلال اليونانية. ومع ذلك، لم يتم تنفيذ القرار على الفور، ووقع على المرسوم ذي الصلة في نافبليو من قبل مجلس الوصاية (جوزيف لودفيج فون أرمانسبيرج، كارل فون أبيل وجورج لودفيج فون مورير) باسم الملك أوتو في 20 مايو 1833 وفقًا لمرسوم التأسيس، فإن اسم النظام "يجب أن يستذكر، بمساعدة إلهية، خلاص اليونان بأعجوبة وبالصدفة".

## الدرجات ومعايير الجائزة
منذ إنشائها عام 1833، وكما هو الحال مع جميع أوسمة الاستحقاق اليونانية، فإن وسام المنقذ يتكون من خمس فئات:  
- جراند كروس ('Μεγαλόσταυρος') - يرتدي شارة الوسام على وشاح على كتفه الأيمن، ونجمة الوسام على صدره الأيسر؛
- القائد الأكبر ('Ανώτερος Ταξιάρχης') - يرتدي شارة الوسام على القلادة، ونجمة الوسام على صدره الأيمن؛
- القائد ('Ταξιάρχης') - يرتدي شارة الأمر على القلادة؛
- الصليب الذهبي ('Χρυσούς Σταυρός') - يرتدي الشارة على شريط على صدره الأيسر؛
- الصليب الفضي ('Αργυρούς Σταυρός') - ترتدي الشارة على شريط على صدره الأيسر.

وفقًا للمرسوم الأصلي، كان من المقرر منح الأمر للمواطنين اليونانيين الذين شاركوا في حرب الاستقلال، أو "الذين يجب أن يميزوا أنفسهم من الآن فصاعدا في أي فرع من فروع الخدمة العامة، في الجيش والبحرية، في السلكين الدبلوماسي والقضائي". السلك، في الإدارة العامة، في الفنون والعلوم والزراعة والصناعة والتجارة، أو يجب أن يميزوا أنفسهم في أي مجال اجتماعي آخر من خلال الفضيلة المدنية المتميزة، ومن خلال الخدمات اللامعة للعرش، لمجد الاسم الهيليني ومن أجل رفاهية الوطن"، في حين قبل الأجانب إما لخدمات سابقة لليونان، أو بسبب قدرتهم على "تكريم النظام، من خلال فضائلهم الشخصية المتميزة والتميز". 
وضع المرسوم الأصلي حدودًا محددة لعدد الجوائز: في حين أنه يمكن منح الصليب الفضي حسب الرغبة، فقد اقتصرت الصلبان الذهبية على 120، والقادة على 30، والقادة الكبار على 20، والصلبان الكبرى على 12. ولم يتم احتساب المتلقين الأجانب وأمراء العائلة المالكة اليونانية في هذه المجاميع.  في العصر الحديث، يُمنح الصليب الأكبر عمليًا لرؤساء الدول الأجنبية فقط. 
أول شخص حصل على وسام الصليب الأكبر من وسام المنقذ هو الملك لودفيغ الأول ملك بافاريا، والد الملك أوتو، في عام 1833.  ومن بين المتلقين البارزين الآخرين أندرياس مياوليس في عام 1835، والبارون جونثر هاينريش فون بيرج في 21 فبراير 1837، وبتروبي مافروميكاليس، وألكسندروس مافروكورداتوس ولازاروس كونتوريوتيس في عام 1836، وأندرياس زيميس، وثيودوروس كولوكوترونيس، وجورجيوس كونتوريوتيس في عام 1837، وكونستانتينوس كاناريس في 18 64.

## شارة
غيرت شكل الشارات المختلفة عدة مرات منذ إنشاء النظام، وكان التغيير الأكثر وضوحًا هو إزالة التاج خلال فترات الحكم الجمهوري. يتم تنظيم الشكل الحالي للشارات بموجب المرسوم الرئاسي رقم 849/1975 (ΦΕΚ 273 Α΄/4-12-1975).
وصف المرسوم الأصلي لعام 1833 شارة الوسام بأنها تتكون من صليب مالطي مطلي بالمينا البيضاء (فضي للصليب الفضي، وذهبي للدرجات العليا)، يعلوه تاج، مثبت على إكليل مطلي بالمينا الخضراء، نصفه غصن بلوط والنصف الآخر غصن غار. ظهر على الوجه صليب أبيض على خلفية زرقاء (شعار النبالة اليوناني) مع أذرع أوتو البافارية في شارة في المنتصف، محاط بهذا النقش على حلقة خارجية: Η ΔΕΞΙΑ ΣΟΥ ΧΕΙΡ, ΚΥΡΙΕ, ΔΕΔΟΞΑΣΤΑΙ ΕΝ ΙΣΧΥΙ ("يمينك يا رب تمجدت بالقدرة" خروج 15: 6).  ظهر على الوجه الخلفي صورة لأوتو مع النقش الدائري: ΟΘΩΝ, ΒΑΣΙΛΕΥΣ ΤΗΣ ΕΛΛΑΔΟΣ ("أوتو، ملك اليونان"). 
بعد عزل أوتو في عام 1863، إزيلت صورته واستبدالها بأيقونة يسوع، فادي علم الخلاص المسيحي الأرثوذكسي. أدى ذلك إلى ارتداء هذا الجانب كوجه الوجه، مع إنزال شعار النبالة الوطني (الذي طهر من شعار النبالة البافاري) إلى الخلف، وتغيرت النقوش وفقًا لذلك: ظل نقش الوجه في مكانه، وأصبح الجانب الخلفي يحمل علامة نقش جديد: Η ΕΝ ΑΡΓΕΙ Δ´ ΕΘΝΙΚΗ ΤΩΝ ΕΛΛΗΝΩΝ ΣΥΝΕΛΕΥΣΙΣ - 1829 ("الجمعية الوطنية الرابعة للهيلينيين في أرغوس – 1829"). 
نجمة الوسام عبارة عن نجمة فضية ذات ثمانية أوجه ولها نفس القرص المركزي الموجود على شارة الوسام. في البداية، كانت النجوم مطرزة، ولكن في النهاية، أصبحت مصنوعة من الفضة الصلبة، وهي ممارسة لا تزال مستمرة حتى يومنا هذا. 
شريط الأمر باللون الأزرق الفاتح، ذو الحواف البيضاء، مما يعكس الألوان الوطنية لليونان.

## روابط خارجية
- الأوامر الملكية اليونانية

| الخط الزمني للأوسمة اليونانية | الخط الزمني للأوسمة اليونانية | الخط الزمني للأوسمة اليونانية | الخط الزمني للأوسمة اليونانية | الخط الزمني للأوسمة اليونانية | الخط الزمني للأوسمة اليونانية | الخط الزمني للأوسمة اليونانية | الخط الزمني للأوسمة اليونانية | الخط الزمني للأوسمة اليونانية | الخط الزمني للأوسمة اليونانية | الخط الزمني للأوسمة اليونانية | الخط الزمني للأوسمة اليونانية | الخط الزمني للأوسمة اليونانية | الخط الزمني للأوسمة اليونانية | الخط الزمني للأوسمة اليونانية | الخط الزمني للأوسمة اليونانية | الخط الزمني للأوسمة اليونانية | الخط الزمني للأوسمة اليونانية | الخط الزمني للأوسمة اليونانية | الخط الزمني للأوسمة اليونانية | الخط الزمني للأوسمة اليونانية | الخط الزمني للأوسمة اليونانية | الخط الزمني للأوسمة اليونانية | الخط الزمني للأوسمة اليونانية | الخط الزمني للأوسمة اليونانية | الخط الزمني للأوسمة اليونانية | الخط الزمني للأوسمة اليونانية | الخط الزمني للأوسمة اليونانية | الخط الزمني للأوسمة اليونانية | الخط الزمني للأوسمة اليونانية | الخط الزمني للأوسمة اليونانية | الخط الزمني للأوسمة اليونانية | الخط الزمني للأوسمة اليونانية | الخط الزمني للأوسمة اليونانية | الخط الزمني للأوسمة اليونانية | الخط الزمني للأوسمة اليونانية | الخط الزمني للأوسمة اليونانية | الخط الزمني للأوسمة اليونانية | الخط الزمني للأوسمة اليونانية | الخط الزمني للأوسمة اليونانية | الخط الزمني للأوسمة اليونانية | الخط الزمني للأوسمة اليونانية | الخط الزمني للأوسمة اليونانية | الخط الزمني للأوسمة اليونانية | الخط الزمني للأوسمة اليونانية | الخط الزمني للأوسمة اليونانية | الخط الزمني للأوسمة اليونانية | الخط الزمني للأوسمة اليونانية | الخط الزمني للأوسمة اليونانية | الخط الزمني للأوسمة اليونانية | الخط الزمني للأوسمة اليونانية | الخط الزمني للأوسمة اليونانية | الخط الزمني للأوسمة اليونانية | الخط الزمني للأوسمة اليونانية | الخط الزمني للأوسمة اليونانية | الخط الزمني للأوسمة اليونانية | الخط الزمني للأوسمة اليونانية | الخط الزمني للأوسمة اليونانية | الخط الزمني للأوسمة اليونانية | الخط الزمني للأوسمة اليونانية | الخط الزمني للأوسمة اليونانية | الخط الزمني للأوسمة اليونانية | الخط الزمني للأوسمة اليونانية | الخط الزمني للأوسمة اليونانية | الخط الزمني للأوسمة اليونانية | الخط الزمني للأوسمة اليونانية | الخط الزمني للأوسمة اليونانية | الخط الزمني للأوسمة اليونانية | الخط الزمني للأوسمة اليونانية | الخط الزمني للأوسمة اليونانية | الخط الزمني للأوسمة اليونانية |
| الأوسمة حسب الأسبقية          | 1832- 1909                    | العقد 1910                    | العقد 1910                    | العقد 1910                    | العقد 1910                    | العقد 1910                    | العقد 1910                    | العقد 1910                    | العقد 1910                    | العقد 1910                    | العقد 1910                    | العقد 1920                    | العقد 1920                    | العقد 1920                    | العقد 1920                    | العقد 1920                    | العقد 1920                    | العقد 1920                    | العقد 1920                    | العقد 1920                    | العقد 1920                    | العقد 1930                    | العقد 1930                    | العقد 1930                    | العقد 1930                    | العقد 1930                    | العقد 1930                    | العقد 1930                    | العقد 1930                    | العقد 1930                    | العقد 1930                    | العقد 1940                    | العقد 1940                    | العقد 1940                    | العقد 1940                    | العقد 1940                    | العقد 1940                    | العقد 1940                    | العقد 1940                    | العقد 1940                    | العقد 1940                    | العقد 1950                    | العقد 1950                    | العقد 1950                    | العقد 1950                    | العقد 1950                    | العقد 1950                    | العقد 1950                    | العقد 1950                    | العقد 1950                    | العقد 1950                    | العقد 1960                    | العقد 1960                    | العقد 1960                    | العقد 1960                    | العقد 1960                    | العقد 1960                    | العقد 1960                    | العقد 1960                    | العقد 1960                    | العقد 1960                    | 1970- الآن                    | 1970- الآن                    | 1970- الآن                    | 1970- الآن                    | 1970- الآن                    | 1970- الآن                    | 1970- الآن                    | 1970- الآن                    | 1970- الآن                    |
| ----------------------------- | ----------------------------- | ----------------------------- | ----------------------------- | ----------------------------- | ----------------------------- | ----------------------------- | ----------------------------- | ----------------------------- | ----------------------------- | ----------------------------- | ----------------------------- | ----------------------------- | ----------------------------- | ----------------------------- | ----------------------------- | ----------------------------- | ----------------------------- | ----------------------------- | ----------------------------- | ----------------------------- | ----------------------------- | ----------------------------- | ----------------------------- | ----------------------------- | ----------------------------- | ----------------------------- | ----------------------------- | ----------------------------- | ----------------------------- | ----------------------------- | ----------------------------- | ----------------------------- | ----------------------------- | ----------------------------- | ----------------------------- | ----------------------------- | ----------------------------- | ----------------------------- | ----------------------------- | ----------------------------- | ----------------------------- | ----------------------------- | ----------------------------- | ----------------------------- | ----------------------------- | ----------------------------- | ----------------------------- | ----------------------------- | ----------------------------- | ----------------------------- | ----------------------------- | ----------------------------- | ----------------------------- | ----------------------------- | ----------------------------- | ----------------------------- | ----------------------------- | ----------------------------- | ----------------------------- | ----------------------------- | ----------------------------- | ----------------------------- | ----------------------------- | ----------------------------- | ----------------------------- | ----------------------------- | ----------------------------- | ----------------------------- | ----------------------------- | ----------------------------- |
| O. of the Redeemer            | .                             | .                             | .                             | .                             | .                             | .                             | .                             | .                             | .                             | .                             | .                             | .                             | .                             | .                             | .                             | .                             | .                             | .                             | .                             | .                             | .                             | .                             | .                             | .                             | .                             | .                             | .                             | .                             | .                             | .                             | .                             | .                             | .                             | .                             | .                             | .                             | .                             | .                             | .                             | .                             | .                             | .                             | .                             | .                             | .                             | .                             | .                             | .                             | .                             | .                             | .                             | .                             | .                             | .                             | .                             | .                             | .                             | .                             | .                             | .                             | .                             | .                             | .                             | .                             | .                             | .                             | جمهورية                       | جمهورية                       | جمهورية                       | جمهورية                       |
| Order of Honour               |                               |                               |                               |                               |                               |                               |                               |                               |                               |                               |                               |                               |                               |                               |                               |                               |                               |                               |                               |                               |                               |                               |                               |                               |                               |                               |                               |                               |                               |                               |                               |                               |                               |                               |                               |                               |                               |                               |                               |                               |                               |                               |                               |                               |                               |                               |                               |                               |                               |                               |                               |                               |                               |                               |                               |                               |                               |                               |                               |                               |                               |                               |                               |                               |                               |                               | جمهورية                       | جمهورية                       | جمهورية                       | جمهورية                       |
| O. of St George & Constantine |                               |                               |                               |                               |                               |                               |                               |                               |                               |                               |                               |                               |                               |                               |                               |                               |                               |                               |                               |                               |                               |                               |                               |                               |                               |                               |                               | .                             | .                             | .                             | .                             | .                             |                               |                               |                               | .                             | .                             | .                             | .                             | .                             | .                             | .                             | .                             | .                             | .                             | .                             | .                             | .                             | .                             | .                             | .                             | .                             | .                             | .                             | .                             | .                             | .                             | .                             | .                             | .                             | .                             | .                             | .                             | .                             | .                             | .                             | ملكية                         | ملكية                         | ملكية                         | ملكية                         |
| وسام القديسين أولغا وصوفيا    |                               |                               |                               |                               |                               |                               |                               |                               |                               |                               |                               |                               |                               |                               |                               |                               |                               |                               |                               |                               |                               |                               |                               |                               |                               |                               |                               | .                             | .                             | .                             | .                             | .                             |                               |                               |                               | .                             | .                             | .                             | .                             | .                             | .                             | .                             | .                             | .                             | .                             | .                             | .                             | .                             | .                             | .                             | .                             | .                             | .                             | .                             | .                             | .                             | .                             | .                             | .                             | .                             | .                             | .                             | .                             | .                             | .                             | .                             | ملكية                         | ملكية                         | ملكية                         | ملكية                         |
| وسام جورج الأول               |                               |                               |                               |                               |                               |                               | .                             | .                             | .                             | .                             | .                             | .                             | .                             | .                             | .                             |                               |                               |                               |                               |                               |                               |                               |                               |                               |                               |                               | .                             | .                             | .                             | .                             | .                             | .                             |                               |                               |                               | .                             | .                             | .                             | .                             | .                             | .                             | .                             | .                             | .                             | .                             | .                             | .                             | .                             | .                             | .                             | .                             | .                             | .                             | .                             | .                             | .                             | .                             | .                             | .                             | .                             | .                             | .                             | .                             | .                             | .                             | .                             | ملكية                         | ملكية                         | ملكية                         | ملكية                         |
| وسام فوينيكس                  |                               |                               |                               |                               |                               |                               |                               |                               |                               |                               |                               |                               |                               |                               |                               |                               |                               | .                             | .                             | .                             | .                             | .                             | .                             | .                             | .                             | .                             | .                             | .                             | .                             | .                             | .                             | .                             | .                             | .                             | .                             | .                             | .                             | .                             | .                             | .                             | .                             | .                             | .                             | .                             | .                             | .                             | .                             | .                             | .                             | .                             | .                             | .                             | .                             | .                             | .                             | .                             | .                             | .                             | .                             | .                             | .                             | .                             | .                             | .                             | .                             | .                             | جمهورية                       | جمهورية                       | جمهورية                       | جمهورية                       |
| وسام الإحسان                  |                               |                               |                               |                               |                               |                               |                               |                               |                               |                               |                               |                               |                               |                               |                               |                               |                               |                               |                               |                               |                               |                               |                               |                               |                               |                               |                               |                               |                               |                               |                               |                               |                               |                               |                               |                               |                               |                               |                               | .                             | .                             | .                             | .                             | .                             | .                             | .                             | .                             | .                             | .                             | .                             | .                             | .                             | .                             | .                             | .                             | .                             | .                             | .                             | .                             | .                             | .                             | .                             | .                             | .                             | .                             | .                             | جمهورية                       | جمهورية                       | جمهورية                       | جمهورية                       |
| سنوات                         |                               |                               |                               |                               |                               |                               |                               |                               |                               |                               |                               |                               |                               |                               |                               |                               |                               |                               |                               |                               |                               |                               |                               |                               |                               |                               |                               |                               |                               |                               |                               |                               |                               |                               |                               |                               |                               |                               |                               |                               |                               |                               |                               |                               |                               |                               |                               |                               |                               |                               |                               |                               |                               |                               |                               |                               |                               |                               |                               |                               |                               |                               |                               |                               |                               |                               |                               |                               |                               |                               |
| النظام                        | ملكية                         | ملكية                         | ملكية                         | ملكية                         | ملكية                         | ملكية                         | ملكية                         | ملكية                         | ملكية                         | ملكية                         | ملكية                         | ملكية                         | ملكية                         | ملكية                         | ملكية                         | جمهورية                       | جمهورية                       | جمهورية                       | جمهورية                       | جمهورية                       | جمهورية                       | جمهورية                       | جمهورية                       | جمهورية                       | جمهورية                       | جمهورية                       | ملكية                         | ملكية                         | ملكية                         | ملكية                         | ملكية                         | ملكية                         | جمهورية                       | جمهورية                       | جمهورية                       | ملكية                         | ملكية                         | ملكية                         | ملكية                         | ملكية                         | ملكية                         | ملكية                         | ملكية                         | ملكية                         | ملكية                         | ملكية                         | ملكية                         | ملكية                         | ملكية                         | ملكية                         | ملكية                         | ملكية                         | ملكية                         | ملكية                         | ملكية                         | ملكية                         | ملكية                         | ملكية                         | ملكية                         | ملكية                         | ملكية                         | ملكية                         | ملكية                         | ملكية                         | جمهورية                       | جمهورية                       | جمهورية                       | جمهورية                       | جمهورية                       | جمهورية                       |
|                               | 1832- 1909                    | العقد 1910                    | العقد 1910                    | العقد 1910                    | العقد 1910                    | العقد 1910                    | العقد 1910                    | العقد 1910                    | العقد 1910                    | العقد 1910                    | العقد 1910                    | العقد 1920                    | العقد 1920                    | العقد 1920                    | العقد 1920                    | العقد 1920                    | العقد 1920                    | العقد 1920                    | العقد 1920                    | العقد 1920                    | العقد 1920                    | العقد 1930                    | العقد 1930                    | العقد 1930                    | العقد 1930                    | العقد 1930                    | العقد 1930                    | العقد 1930                    | العقد 1930                    | العقد 1930                    | العقد 1930                    | العقد 1940                    | العقد 1940                    | العقد 1940                    | العقد 1940                    | العقد 1940                    | العقد 1940                    | العقد 1940                    | العقد 1940                    | العقد 1940                    | العقد 1940                    | العقد 1950                    | العقد 1950                    | العقد 1950                    | العقد 1950                    | العقد 1950                    | العقد 1950                    | العقد 1950                    | العقد 1950                    | العقد 1950                    | العقد 1950                    | العقد 1960                    | العقد 1960                    | العقد 1960                    | العقد 1960                    | العقد 1960                    | العقد 1960                    | العقد 1960                    | العقد 1960                    | العقد 1960                    | العقد 1960                    | 1970- الآن                    | 1970- الآن                    | 1970- الآن                    | 1970- الآن                    | 1970- الآن                    | 1970- الآن                    | 1970- الآن                    | 1970- الآن                    | 1970- الآن                    |